# Tiết Lan
Tiết Lan (chữ Hán: 薛蘭; phiên âm: Xuē Lán; ? - 195) là một bộ tướng dưới trướng lãnh chúa Lã Bố vào cuối thời Đông Hán trong lịch sử Trung Quốc.

## Hoạt động
Năm 194, Trần Cung và Trương Mạc phản lại Tào Tháo, đón Lã Bố về Duyện châu. Lã Bố xung đột với Tào Tháo, sai hai tướng Tiết Lan, Lý Phong đóng quân tại Cự Dã, ép bộ tướng Lý Càn của Tào Tháo đầu hàng. Lý Càn không muốn hàng Lã Bố và bị Tiết Lan giết. Con trai Lý Càn là Lý Chỉnh dẫn quân báo thù cho cha, gia nhập quân Tào và kháng cự quân của Tiết Lan và Lý Phong.
Năm 195, Tào Tháo dẫn quân đánh Cự Dã, bao vây Tiết Lan và Lý Phong. Lã Bố và Trần Cung dẫn quân đi cứu nhưng bị Tào Tháo dùng phục binh đánh bại. Sau đó, quân Tào do Lý Chỉnh và Tào Thuần chỉ huy đã công hạ thành Cự Dã, Lan và Phong cùng tử trận.

## Trong văn học
Tiết Lan xuất hiện vào hồi 11 và 12 trong Tam Quốc diễn nghĩa, được Lã Bố sai trấn thủ Duyện châu. Nhân lúc quân Lã Bố thiếu lương, Tào Tháo đem quân tập kích vào Duyện châu. Tướng Tào là Hứa Chử ra đấu với Lý Phong, chỉ hai hiệp, Chử chém Phong chết lăn xuống ngựa. Tiết Lan vội bỏ trốn, gặp Lã Kiền đuổi theo bắn phát tên, Lan chết ngã quay xuống đất. Tào Tháo lấy được Duyện châu.